# 벨기에 만화 센터

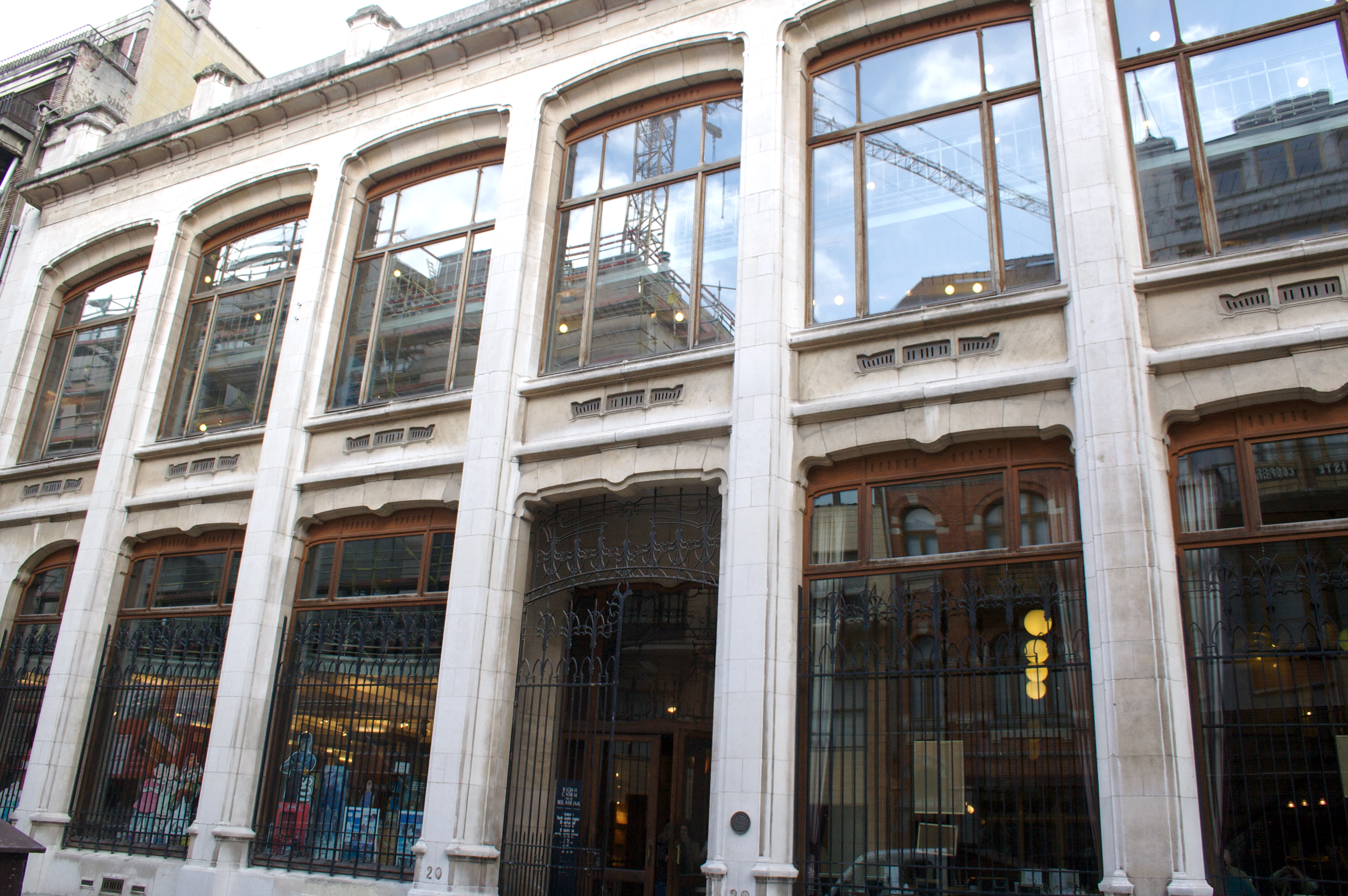
벨기에 만화 센터

벨기에 만화 센터(프랑스어: Centre belge de la Bande dessinée, 네덜란드어: Belgisch Centrum voor het Beeldverhaal)는 벨기에 만화의 역사를 전시하고 있으며, 브뤼셀에 위치한다. 공상 과학, 서부, 범죄, 정치, 《스머프》와 같은 어린이 만화 등 여러 장르를 다루고 있다. 박물관은 브뤼셀의 상업 지구 백화점이였던 건물 Magasins Waucquez에 있으며, 프랑스어, 독일어, 영어로 전시하고 있다. 벨기에에서 가장 유명한 만화 캐릭터 땡땡의 저자인 에르제에 관해서도 일부 전시되고 있다.